# Bataille de la Nissa
La bataille de la Nissa se déroule le 9 août 1062 à l'embouchure de la Nissa, un fleuve côtier du Halland. Elle oppose les flottes des rois Sven Estridsen de Danemark et Harald Hardrada de Norvège, qui cherche à conquérir le Danemark. Bien que Harald remporte la victoire, Sven parvient à s'enfuir et reste capable de tenir tête à son adversaire. Leurs royaumes étant épuisés par les années de guerre qui les ont opposés, les deux monarques concluent la paix peu après.

## Contexte
Depuis son accession au trône norvégien en 1047, Harald Hardrada tente de revendiquer la couronne du Danemark. À partir de 1048, il mène des raids répétés, notamment en Jutland, et détruit Hedeby, sans jamais réussir à occuper durablement de territoire. En 1062, Harald décide d’envahir le Danemark. Il rassemble une flotte composée en grande partie de paysans et fait route vers la rivière Nissa.

## Déroulement
Arrivé sur place, Harald ne trouve pas l’armée danoise et renvoie ses troupes paysannes. C’est alors que Sven apparaît avec une flotte deux fois plus grande, comptant environ 300 navires, commandée par six jarls. Malgré l’infériorité numérique, Harald attache ses navires entre eux pour former une ligne de défense. Sven adopte la même tactique.
La bataille débute le soir et se poursuit toute la nuit. Selon les vers du scalde Stein Herdisarson, présent sur place, les combats sont violents et indécis pendant plusieurs heures. Harald finit par percer les flancs affaiblis de la flotte danoise et tente de faire Finn Arnason prisonnier. Ce dernier saute par-dessus bord pour échapper à la capture. Il est sauvé par Håkon Ivarsson, pourtant allié à Harald, ce qui entraîne une rupture entre Håkon et le roi norvégien.

## Conséquences
La victoire ne présente aucun résultat décisif pour Harald. L'effort militaire affaiblit son autorité fiscale en Norvège orientale. En 1064, Harald et Sven concluent une paix sans modifications territoriales ni réparations.